# Хоу, Кей-Ти
Кей-Ти Хоу (англ. Kay-Tee Khaw, родилась 14 октября 1950), CBE, FMedSci, китайско-сингапурский британский врач и учёный, специализирующаяся на поддержании здоровья в старшем возрасте, а также на причинах и профилактике хронических заболеваний. Она стала профессором клинической геронтологии в Кембриджском университете с 1989 года и стипендиатом колледжа Гонвилл-энд-Киз в Кембридже с 1991 года.

## Ранние годы и образование
Хоу родилась 14 октября 1950 года в семье Хоу Кай Бо и Тан Чви Джок. Она изучала медицину в Гёртон-колледже в Кембридже, получив степень бакалавра искусств (BA); по традиции, её звание бакалавра позже было повышено до степени магистра искусств (MA Cantab). Она продолжила своё медицинское образование в Кембридже и в Медицинской школе госпиталя Святой Марии, получив степень бакалавра медицины, бакалавра хирургии (MB BChir). Она изучала эпидемиологию в Лондонской школе гигиены и тропической медицины, получив степень магистра наук.

## Карьера
С 1979 по 1984 год Хоу получала исследовательскую стипендию Wellcome Trust и работала в Лондонской школе гигиены и тропической медицины, госпитале Святой Марии в Лондоне и Калифорнийском университете в Сан-Диего. В 1985 году она была адъюнкт-профессором Медицинской школы Калифорнийского университета в Сан-Диего.
Затем Хоу вернулась в Англию, где с 1986 по 1989 год работала старшим регистратором по общественной медицине в Школе клинической медицины Кембриджского университета. В 1989 году она была назначена профессором клинической геронтологии. В 1991 году она также была избрана научным сотрудником колледжа Гонвилл-энд-Киз в Кембридже: с 2015 года она была научным сотрудником Джеффри Чи в колледже.

## Личная жизнь
В 1980 году Хоу вышла замуж за Джеймса Уильяма Фосетта; он является профессором экспериментальной неврологии компании Merck в Кембриджском университете. У них родилось двое детей: сын и дочь.

## Награды и почести
- 1999, Хоу была избрана Стипендиатом Академии медицинских наук (FMedSci)[6].
- В 2001 году она была награждена медалью Биссета Хокинса[англ.] Королевским колледжем врачей[3].
- В честь Дня Рождения Королевы 2003 года Хоу была назначена командором Ордена Бани (CBE) «за заслуги перед медициной»[7][8]